# Первомайский (Выселковский район)
Первома́йский — посёлок в Выселковском районе Краснодарского края.
Входит в состав Крупского сельского поселения.

## География
Посёлок находится на расстоянии 47 км к западу от станицы Выселки, административного центра района.

## Население
| 2002 | 2010 |
| ---- | ---- |
| 351  | ↘274 |

## Улицы
| - ул. Восточная, - ул. Дорожная, - ул. Зелёная, - ул. Мира, | - ул. Советская, - ул. Черёмушки, - ул. Школьная. |